# Lovingston (Virginia)
Lovingston es un lugar designado por el censo situado en el condado de Nelson, Virginia  (Estados Unidos). Según el censo de 2010 tenía una población de 520 habitantes.

## Demografía
Según el censo de 2010, Lovingston tenía una población en la que el 72,5% eran blancos; el 19,6% afroamericanos; el 0,6% eran indios americanos y nativos de Alaska; el 1,3% eran asiáticos; el 0,0% hawaianos y otros isleños del Pacífico; el 1,2% de otra raza, y el 4,8% a partir de dos o más razas. El 2,7% del total de la población eran hispanos o latinos de cualquier raza.